# Aleksandr Frumkin
Aleksandr Naumowicz Frumkin (ros. Александр Наумович Фрумкин, ur. 12 października?/24 października 1895 w Kiszyniowie, zm. 27 maja 1976 w Tule) – radziecki elektrochemik, Bohater Pracy Socjalistycznej (1965).

## Życiorys
Urodził się w rodzinie agenta ubezpieczeniowego żydowskiego pochodzenia. W 1912 skończył gimnazjum św. Pawła w Odessie, a w 1915 Wydział Fizyczno-Matematyczny Uniwersytetu Noworosyjskiego, pracował jako laborant w Odessie. W latach 1920–1922 był profesorem uniwersytetu w Odessie, od 1922 pracownikiem naukowym, a 1924–1925 kierownikiem wydziału Instytutu Fizyko-Chemicznego im. Karpowa w Moskwie, później 1930–1976 profesorem Moskiewskiego Uniwersytetu Państwowego (MGU), gdzie kierował laboratorium elektrochemii technicznej przy katedrze chemii fizycznej. W latach 1933–1976 kierował katedrą elektrochemii MGU, 1939–1949 był dyrektorem Instytutu Chemii Fizycznej i Instytutu Elektrochemii Akademii Nauk ZSRR, 29 marca 1932 został akademikiem Akademii Nauk ZSRR. Podczas wojny z Niemcami pracował w uniwersytecie ewakuowanym do Kazania, w 1942 brał udział w pracach Żydowskiego Komitetu Antyfaszystowskiego, w 1944 został członkiem jego prezydium, w 1963 objął funkcję zastępcy przewodniczącego Oddziału Chemii Ogólnej i Technicznej Akademii Nauk ZSRR. W 1956 został członkiem PAN. Był również członkiem akademii nauk NRD (1956), Bułgarii (1958), Holandii (1965), USA (1969), Indii (1965) i Węgier (1967). Został pochowany na Cmentarzu Nowodziewiczym. Jest autorem prac na temat procesów elektrochemicznych, zjawisk powierzchniowych, wpływu pola elektrycznego na zjawiska adsorpcji i dyfuzji oraz katalizy w układach niejednorodnych.

## Odznaczenia i nagrody
- Medal Sierp i Młot Bohatera Pracy Socjalistycznej (23 października 1965)
- Order Lenina (trzykrotnie - 1945, 1965 i 1975)
- Order Czerwonego Sztandaru Pracy (trzykrotnie - 1943, 1945 i 1949)
- Nagroda Stalinowska (trzykrotnie - 1941, 1949 i 1952)
- Nagroda im. Lenina (1932)
- Order Cyryla i Metodego (Ludowa Republika Bułgarii, 1969)

I medale.